# Ley de Yerkes-Dodson

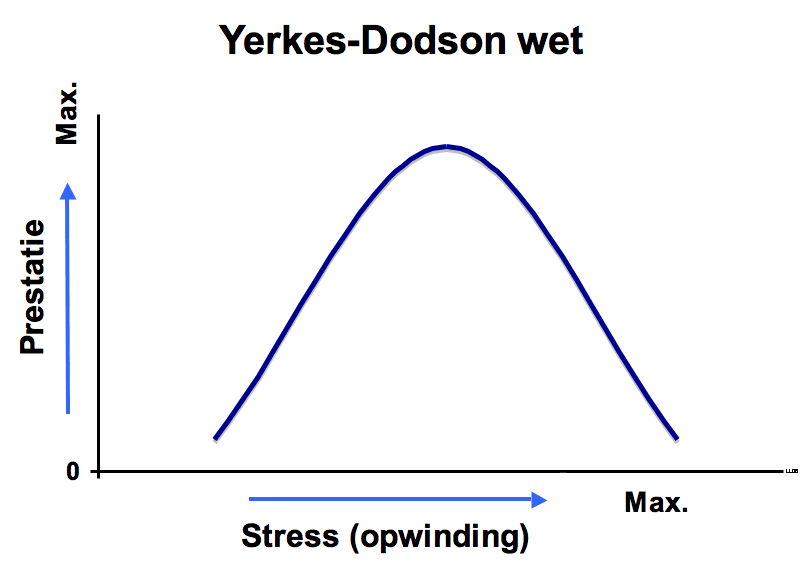
Ley de Yerkes–Dodson

La ley de Yerkes-Dodson es una ley psicológica enunciada originalmente por los psicólogos Robert M. Yerkes y John Dillingham Dodson en 1908. La ley dicta que el rendimiento aumenta con la excitación fisiológica o mental, pero solo hasta cierto punto. Cuando los niveles de excitación se vuelven demasiado altos, el rendimiento disminuye. El proceso a menudo se ilustra gráficamente como una curva en forma de campana que aumenta y luego disminuye con niveles más altos de excitación.

## Origen
En 1908 los dos psicólogos descubridores (Robert Mearns Yerkes y John Dillingham Dodson) formularon la ley que lleva su nombre. En su estudio utilizaron ratas a las que les sometían a tenues descargas eléctricas para que completaran un laberinto. Al utilizar pequeñas descargas las ratas se motivaban para completarlo, mientras que cuando aumentaban en intensidad lo único que intentaban era escapar, se perdía por completo la motivación para concluir el recorrido.
Por lo tanto, con un nivel de estrés moderado, el rendimiento y la motivación serán óptimos. Sin embargo, si los niveles de estrés aumentan considerablemente, se puede llegar al extremo opuesto, la pérdida de interés y la dificultad para terminar la tarea.

## Excitación
El término médico arousal o nivel de excitación cortical es empleado en neurología, fisiología y psicología para hacer referencia a una activación general fisiológica del organismo que fluctúa desde el nivel mínimo situado en el sueño profundo, al máximo, que es el de la excitación intensa. El arousal es regulado por el sistema de activación reticular ascendente.
La activación cortical posibilita al individuo desempeñar las operaciones mentales y físicas que se le presentan; sin embargo, una sobreactivación o subactivación puede derivar en un descenso de la productividad y de la motivación.

## Aplicaciones prácticas
El rendimiento será óptimo si el nivel de activación es moderadamente elevado; en cambio, si es demasiado alto o demasiado bajo repercutirá de forma negativa en el resultado de la tarea.
Así, la ley de Yerkes-Dodson plantea que el mejor modo de potenciar el rendimiento consiste en aumentar la motivación para llevar a cabo las tareas objetivo.
Cuando llevamos a cabo tareas con un nivel bajo de estrés o de alerta, con frecuencia nos aburrimos o bien la falta de presión reduce nuestra productividad; si las demandas son excesivas tendemos a experimentar sentimientos de ansiedad y malestar psicológico general lo que también reduce nuestra productividad. En cambio, cuando la tarea resulta estimulante y desafiante nos concentramos en mayor medida y nuestro rendimiento es óptimo.
En este sentido se puede relacionar la ley de Yerkes-Dodson con otro concepto psicológico muy popular: el estado de flujo (o “flow”) descrito por Mihály Csíkszentmihályi. Según este autor, las tareas estimulantes, adecuadas al nivel de habilidad, con objetivos claramente delimitados y con retroalimentación inmediata generan una implicación mental completa y gratificante.